# 59-та піхотна дивізія (Велика Британія)
59-та Стаффордширська піхо́тна диві́зія а́рмії Великої Британії (англ. 59th (Staffordshire) Infantry Division) — військове з'єднання Сухопутних військ Великої Британії.